# Florentin (Roman)

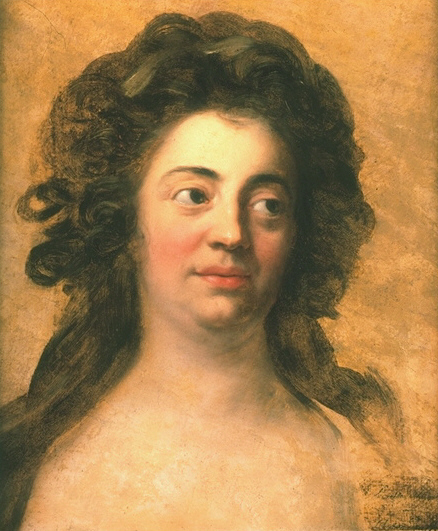
Dorothea Schlegel
(1764–1839)

Florentin ist der einzige Roman Dorothea Schlegels, der 1800 nach kurzer Arbeitszeit fertiggestellt wurde und bei Friedrich Bohn in Lübeck und Leipzig erschien. Der anonym veröffentlichte Roman wurde von Friedrich Schlegel herausgegeben. Da der zweite geplante Band nie erschien, wird der Florentin als Fragment betrachtet.
Im Zentrum des Romans steht die Figur des Florentin, ein aristokratischer Vagabund aus Italien, der auf der Suche nach Freundschaft, Liebe und Heimat in der Welt herumreist.

## Zur Entstehung
Äußerungen der Autorin über ihren Roman und ihre literarische Tätigkeit finden sich in Briefen um 1800, vor allem in der Sammlung von J. M. Raich und in den Briefen an Friedrich Schleiermacher. Aus dem Briefwechsel geht hervor, dass „Eduard d'Alton, mit dem zarte Beziehungen sie vor der Bekanntschaft mit Friedrich Schlegel verbunden hatten, das Urbild des Florentin sei.“
Der erste Teil des Florentins entstand in zügiger Arbeit und sollte ursprünglich bei Unger erscheinen, wurde aber vom Verlag abgelehnt, da er zu unsittlich für das Romanjournal erschien. So wurde der Roman, nach der Vollendung am 15. Mai 1801, vom Lübecker und Leipziger Verleger Bohn gedruckt. Dorothea Schlegel wollte dem Florentin einen zweiten Teil folgen lassen, der für die Ostermesse 1801 geplant war, mit dessen Fertigstellung, wie aus mehreren Briefen hervorgeht, sie sich sehr plagte. Der weitere Teil folgte nicht und es blieb bei einigen Entwürfen und Aufzeichnungen, sowie der ebenfalls unvollendeten Novelle Camilla, die dem Roman eingefügt werden sollte. Obwohl das Werk anonym erschien, sprach sich schnell herum, wer als Verfasserin gelten konnte.
Einer der Gründe, warum Dorothea Schlegel weitere Teile nie angefertigt hat, könnte mit den Schwierigkeiten und Diskriminierungen, denen schreibende Frauen um 1800 ausgesetzt waren zusammenhängen. Weiters kann angenommen werden, dass sich das im Roman als negativ gezeichnete Verhältnis des Florentin zum Klosterleben und zum Katholizismus nicht mit ihren veränderten moralischen und religiösen Ansichten zu vertragen schien:

„Uebrigens habe ich auch den Florentin wieder vorgenommen, aber mein Herz ist ihm bei meiner jetzigen Denkungsart ziemlich stiefmütterlich gesinnt, ich bin fast mit nichts mehr
darin zufrieden (die Schreibart ausgenommen); ich wollte, ich hätte ihn gleich damals fertig gemacht, so könnte ich jetzt weit leichter einen Anti Florentin dichten.“

Aus den Briefen geht hervor, dass auch ihr Mann die Fertigstellung verzögerte, da er für die Korrekturen verantwortlich war:

„Der Florentin ist beynah ganz abgeschrieben, der faule Mensch der Friedrich korrigirt mir immer die Fehler nicht aus den lezten Bogen, sonst wäre er schon ganz abgemacht, und ich könnte ihn Ihnen schicken;“

 Der Roman blieb ein Fragment, wie es in der Frühromantik häufig der Fall war.

## Handlung
Florentin, auf dem Weg zum nächsten Hafen, weil er als Soldat für die amerikanischen Kolonien kämpfen will, rettet den Grafen Schwarzenberg vor dem Angriff einer Wildsau. Der zutiefst dankbare Herr lädt ihn in sein Haus ein und Florentin folgt ihm in dessen Anwesen, wo er von dessen Frau Eleonore, seiner Tochter Juliane und deren Verlobten Eduard freundlich aufgenommen wird. Er genießt seinen Aufenthalt in dem harmonischen Kreise, freundet sich mit Juliane und Eduard an und verschiebt seine Weiterreise bis zu deren Vermählung. Auf einem Ausflug erzählt er den beiden liebgewonnenen Freunden seine Lebensgeschichte:
Er wird von seiner Pflegemutter, was er erst später erfährt, streng katholisch zu einem Leben im Kloster erzogen. Der freiheitsliebende Florentin, der sich diesem Schicksal nicht fügen will, flüchtet mit Hilfe seines Nachbarn, des Marchese, und dessen Sohnes Manfredi im Alter von fünfzehn Jahren. Seine Stiefschwester, die ebenfalls zum Klosterleben bestimmt ist, kann nicht entkommen und fügt sich ihrem Fatum. Florentin besucht zwei Jahre die Militärakademie und beginnt danach ein aufregendes Wanderleben. Er erlebt zahlreiche Liebesabenteuer in Venedig, muss aber nach Rom fliehen, weil er unverschuldet in einen Mord verwickelt wird. Dort beginnt er künstlerischen Tätigkeiten nachzugehen und heiratet sogar, verlässt das Mädchen aber, als sie sein Kind abtreibt und wird deshalb beinahe selbst zum Mörder an ihr. Ihr neuer Mann erfährt von dem Attentat und schwört Florentin Rache, worauf er weiter nach Frankreich flüchten muss. In Paris schlägt er sich als Maler durch, reist für kurze Zeit nach London, wieder nach Frankreich zurück und landet auch für einen Winter lang in Basel, wo er die deutschen Dichter studiert. Danach kehrt er wieder nach Venedig zurück und lebt dort auch einige Zeit unter Hirten, wie er berichtet.
Beim Vermählungsfest von Eduard und Juliane verlässt Florentin plötzlich das Anwesen, um zur vielgepriesenen Schwester des Grafen, Clementine, zu reisen. Von ihr hat er im gräfliche Anwesen ein Gemälde gesehen, das ihn zutiefst gerührt hat. Eleonore gibt ihm einen Brief für ihre Schwägerin mit auf den Weg, den er vor Ort aber Clementines Dienstmädchen Betty zur Übermittlung geben muss, da die Gräfin sich nicht wohlfühlt und Florentin nicht selbst empfangen kann. Erst bei einer Musikaufführung, nachdem Florentin sich schon mit einigen Menschen rund um den Hof bekannt gemacht hat, sieht er Clementine zum ersten Mal. Als sie sich gegenüberstehen wird sie bei seinem Anblick ohnmächtig und muss auf ihr Zimmer gebracht werden. Inzwischen wird Florentin in einen Streit mit dem Rittmeister, dem zukünftigen Mann Bettys, verwickelt und verschwindet spurlos, bevor die anderen ihm zu Hilfe kommen können und die gräfliche Familie, die Clementine nach der Hochzeit besucht, eintrifft.

## Struktur
Die Struktur des Romans baut auf zwei entgegengesetzten Bewegungen auf: einerseits wird in die Zukunft erzählt, andererseits in die Vergangenheit. Die Gegenwartshandlung, die Florentins Leben vom Ausflug mit dem Grafen bis zu seiner Ankunft bei Clementina schildert, schreitet nur sehr langsam voran und wird von Rückblicken in seine geheimnisvolle Vergangenheit unterbrochen.

## Deutung der Geschichte
Was sucht der Italiener Florentin in Deutschland beim Grafen Schwarzenberg? Eine Antwort könnte sein: Florentin sucht die Gräfin Clementina. Denn nach längerem Aufenthalt in Basel verbringt Florentin in Venedig eine Nacht mit einer schönen jungen Frau. Sie gesteht ihm ihre Liebe. Die Schöne ist mit einem Mann verheiratet, der gut ihr Großvater sein könnte. Als Juliane, Eduard und Florentin in einer Mühle Schutz vor einem Unwetter finden, erzählt Juliane eine Geschichte, die einer Freundin ihrer Tante Clementina passiert sein soll. Jene Freundin, die am Ende der Geschichte eine Tochter zur Welt bringt, könnte Clementina und das Neugeborene könnte Betty sein. Also wäre Florentin Bettys Vater. Somit wären folgende merkwürdigen Passagen erklärlich: Clementina erkundigt sich – offenbar brieflich – bei Juliane und der Schwägerin Gräfin Eleonore nach Florentin. Der Leser erfährt davon nur durch Antwortbriefe aus der Feder Julianes und Eleonores. Obwohl mehrfach zur Hochzeit von Juliane mit Eduard eingeladen, bleibt die Tante aus gesundheitlichen Gründen fern. Als Florentin unangekündigt, im denkbar unpassendsten Moment, das Anwesen der Schwarzenbergs verlässt, errät Gräfin Eleonore das Reiseziel: „Mein Gott! freilich, Sie reisen zu Clementinen.“
Clementina wird ohnmächtig, als Florentin sie aufsucht. Zuvor errötet und erblasst die Gräfin. Florentin erinnert sich beim Anblick Clementinas an die Zeit in Venedig.
In diese Deutung würde auch passen, dass Florentin beim Betrachten des Bildes der jugendlichen Clementina im Haus des Grafen tief angesprochen wird und, dass Clementina ohnmächtig wird, als sie Florentin das erste Mal erblickt. Auch die Erklärung, Clementina würde mit ihrer humanitären Tätigkeit vergangene Liebesschmerzen und -irrtümer zu vergessen suchen, stützt diese Interpretation. Da das Werk aber keine Fortsetzung erhalten und die Autorin, wie aus ihren Nachlassnotizen hervorgeht, verschiedene, voneinander abweichende und einander widersprechende Konzepte verfolgt hat, führen konkrete Spekulationen ins Leere.

## Form und Stil
Die Autorin gestaltete die Form des 18 Kapitel umfassenden Romans ganz nach den Kriterien der romantischen Poetik. Es finden sich Briefe, Gespräche, eingeschobene Geschichten und Gedichte. Die Sprache ist weniger von romantischen Elementen, wie Witz oder Ironie geprägt, wie sie in z. B. der Lucinde zu finden sind, und stellt sich als sehr einfach und klar dar.
Die Erzählung der Gegenwartsebene weist nur wenig äußerliches Geschehen auf und besteht vor allem aus Beobachtungen und Betrachtungen. In diesem Zusammenhang sind die ästhetischen, sozialen und moralischen Diskussionen zu erwähnen, die in die Geschichte eingeflochten werden. Auf der Handlungsebene gibt es die Dreiecksbeziehung zwischen Florentin, Juliane und Eduard, die aber im Laufe der Geschichte an Bedeutung verliert und nicht weiter verfolgt wird. Die Erzählung von Florentins Jugend hat zwar eine ereignisreichere Handlungskette, doch wird diese nur kursorisch erzählt und geht kaum in die Tiefe. Auch die Figuren bleiben oberflächlich und skizzenhaft, können nicht durch ihre Persönlichkeit oder Motivierung hervortreten.

## Einflüsse
Hervorzuheben ist der Einfluss des aufklärerischen Denkens, der im Florentin deutlich spürbar ist. In den ausgedehnten Erörterungen von religiösen und sozialreformerischen Fragen, von Sozialfürsorge und Pädagogik kann man die Prägung durch Dorothea Schlegels Vater, den Aufklärungs-Philosophen Moses Mendelssohn, erkennen.

### Literarische Bezüge
Beziehungen und Parallelen sind zu Goethes Wilhelm Meisters Lehrjahre ersichtlich, mit der er sowohl die Form des Entwicklungsromans als auch manche Einzelheiten die Figuren betreffend, teilt. Mit Tiecks Franz Sternbalds Wanderungen verbindet der Roman unter anderem die Vereinigung von Abenteuer- und Künstlertum, die Suche nach der eigenen Herkunft, die Spiegelungen der beiden Hauptschauplätze Deutschland und Italien, die Kombination von romantischem Freiheits- und Liebesmotiv und die versuchte Entführung der für das Kloster bestimmten Schwester. Mit Friedrich Schlegels Lucinde hat der Roman die nachgeholte Jugendgeschichte und das Umkreisen des Themas von wahrer Liebe und Ehe gemeinsam. In den Beschreibungen von Florentins Seelenzustand scheinen Tiecks William Lovell und die Empfindsamkeit anzuklingen. In dem Dreiecksverhältnis Florentin–Juliane–Eduard kann man Verweise auf Jacobis Woldemar erkennen.

## Genre
Der Roman steht ganz in der Tradition der Romantik, in dessen Kreisen er einen besonderen Stellenwert einnahm. Zentrale Themen des Florentin sind Liebe und Ehe, aber vor allem die Suche des Helden nach seiner Herkunft und Identität. Die Wahl einer männlichen Hauptfigur wurde von Autorinnen zu dieser Zeit nur sehr selten getroffen. Damit distanziert sich Dorothea Schlegel von der Abbildung einer weiblichen Lebenswelt, wie es in klassischen Frauenromanen der Romantik üblich war. Gleichzeitig bietet sich ihr damit die Möglichkeit, ihren eigenen weiblichen Handlungsspielraum zu erweitern und die festen Geschlechterrollen zu durchbrechen.

## Liebeskonzept
Indem Dorothea Schlegel verschiedene Paarstrukturen vorführt, wird Liebe aus unterschiedlichen Perspektiven und in verschiedenen Konstellationen beleuchtet. 

Es wird die harmonische Ehe zwischen dem Grafen und der Gräfin, die von Konflikten belastete Beziehung von Juliane und Eduard und das zerrüttete Verhältnis zwischen Betty und dem Rittmeister beschrieben. Auch die freundschaftliche Liebe von Florentin zu Eduard und das zwischen Freundschaft und Liebe schwankende Verhältnis von Florentin und Juliane werden zu Themen des Romans. Die Autorin zeichnet verschiedene Formen von Beziehungen und thematisiert dabei auch die Probleme und Schwierigkeiten, die auftreten können. Eduard hat sinnliches Verlangen nach Juliane, dem diese nicht nachgeben will, Betty ist verpflichtet den Rittmeister zu heiraten und Clementine versucht sich von einem einst erlebten Liebesunglück abzulenken. Florentin findet seine Geliebte in Juliane nicht und bleibt alleine: „Gräfin Juliane, Erbin eines großen Namens, eines großen Reichtums, aus den Händen der höchsten Kultur kommend, im Zirkel der feinen Welt gewohnt, und Florentin der Arme, Einsame, Ausgestoßne, das Kind des Zufalls.“
Dorothea Schlegel präsentiert ein realistisches Bild von Liebe, das Negatives so wie Positives beinhalten kann und dessen Ziel nicht zwangsläufig die Verbindung zu einem perfekten Ganzen ist.

## Feministische Deutung

### Figur des Florentin
Im Florentin verschwimmen „männliche“ und „weibliche“ Merkmale sehr stark. Er ist ein schwer einschätzbares Individuum und erlaubt keine eindeutigen Aussagen über seine Identität. Er ist unbestimmt in seiner Herkunft, hat keine Frau und keinen festen Wohnsitz. Seinen Platz in der Gesellschaft hat er noch nicht gefunden und reist deshalb in der Welt umher. Es scheint, als würde Florentin sich nicht einfügen wollen, in starre Zuschreibungen und feste Muster. Unwillig nimmt er die Einladung des Grafen auf sein Schloss an: „Es ist das Lächerlichste von der Welt, außer ich selbst, der ich mich verleiten lasse, ihnen zu folgen, und mich in Prozessionen aufzuführen…Was will ich dort? […] Ich war mein eigner Narr von jeher.“ Kurzzeitig kann Florentin sich in die Familie einfügen und fühlt sich wohl und aufgehoben. Im Lauf des Romans aber entfremdet er sich immer mehr, bis er am Ende „nirgends zu finden“ ist und sich aufgelöst zu haben scheint. Damit wird schlussendlich jede Zuordnung verwehrt und Florentin geht im Nichts auf.
Florentin besitzt im Roman die äußerlichen Eigenschaften und Privilegien eines Mannes, doch zeichnen die Unbestimmtheit seiner Herkunft und seines Charakters eine eher „weibliche“ Figur. Der Name „Florentin“ bietet selbst einigen Interpretationsspielraum und wird in der Literatur als Indiz für die Weiblichkeit der Figur angesehen. „Florentin“ kann, dem Klang nach, einen Mann und eine Frau bezeichnen, da in den Herkunftssprachen des Namens, Italienisch und Französisch, das „e“ der weiblichen Form nicht ausgesprochen wird. Im Text wird sein Name geheimnisvoll behandelt und es scheint, als würde Florentin etwas verbergen wollen. In diesem Kontext interessant ist auch der Wortwechsel, bei dem der Graf genauer nachbohrt und den Juliane ihrer Tante in einem Brief schildert: 

„‚V o n  Florentin?‘ fragte der Vater. […] ‚Wenn es durchaus mit meinem Namen allein nicht genug ist‘, sagte er, ‚so setzen Sie B a r o n  hinzu, das bezeichnet wenigstens ursprünglich, was ich zu sein wünschte, nämlich ein Mann.‘“

Es scheint die „Weiblichkeit“ Dorothea Schlegels sich im Florentin auszudrücken. Da Frauen in dieser Zeit von Selbstbestimmung ausgeschlossen waren, ist für die Literaturwissenschaftlerin Inge Stephan diese Überschreibung „weiblicher“ Züge in ihre Figur als notwendige Konsequenz anzusehen. Sie kann als Rebellion und Aufbegehren gegen starre Rollenzuweisungen Dorothea Schlegels gelesen werden. Das Resultat ist eine in ihrer Geschlechtlichkeit vage Figur, die sich nicht mit den Kategorien „weiblich“ und „männlich“ fassen lässt. Damit gelingt es der Autorin die Geschlechterlinien zu durchqueren und die Trennung zwischen „Weiblichkeit“ und „Männlichkeit“ aufzulösen.

### Die Frauenfiguren
Dorothea Schlegel hat ihre weiblichen Vorstellungen und Wünsche auf ihre Hauptfigur übertragen und somit ihren Spielraum als Autorin ausgeweitet und die Geschlechterdichotomie mit der Figur des Florentin angezweifelt. Gleichzeitig aber überträgt sie die Vorstellungen einer patriarchal geprägten Umwelt über ihr eigenes Geschlecht auf die anderen Figuren des Romans. Die meisten von ihnen werden als schwach und abhängig dargestellt. So etwa die Schwester Florentins, bei der diese Eigenschaften am deutlichsten hervortreten: „Das arme Kind war nun ganz den Menschen überlassen, die sich der Schwäche ihres Charakters bedienten, um sie nach ihrer Willkür zu lenken. Sie fühlte ihre Abhängigkeit, aber diese drückte sie nicht so wie mich;“
Auch Betty kann sich der Heirat mit dem Rittmeister nicht aus eigener Kraft entziehen: „So muss denn die Arme aus Schwachheit um Schwachheit ewig verloren sein?“
Für die Deutung des Charakters Julianes ist die Szene auf der Wanderschaft interessant, auf der sie in Männerkleider schlüpft. Es wird angedeutet, dass sie es den Männern gleichtun kann, indem sie sich ihnen auf dem Ausflug anschließt. Schon die Sorge der Eltern um ihre geliebte Tochter, die sie an der Unternehmung kaum teilhaben lassen wollen, zeigt aber wie abhängig und unselbständig Juliane ist. Die kurzfristige Ebenbürtigkeit Julianes mit Eduard und Florentin wird wieder zerstört, als das Gewitter über sie hereinbricht und Julianes „Schwäche“ zum Vorschein tritt. Das Gewitter verängstigt sie dermaßen, dass sie fast ohnmächtig wird vor Angst. Gleichzeitig fällt sie wieder in die klischeehafte Rolle der verwöhnten Prinzessin, als sie den Müller und seine Frau bittet, die Nacht über aufzubleiben, denn „sie wäre aber so ängstlich, daß sie gewiß nicht würde schlafen können, wenn nicht alles im Hause wachte“. Juliane verhält sich völlig hysterisch, fordert, dass man einen Wagen nach Hause zu ihren Eltern schicken möge und „befand sich in unbeschreiblicher Angst, wegen der Angst ihrer Eltern. Sie zitterte und weinte, ihre Phantasie füllten die schreckhaftesten Vorstellungen“.
Die scheinbare Emanzipation Julianes und kurzfristige Gleichstellung mit den Männern wird am Ende wieder zurückgenommen: „Juliane hatte die Erfahrung ihrer Abhängigkeit gemacht, und mußte es sich gestehen, daß sie es nicht so unbedingt wagen dürfe, außer ihren Grenzen, und ohne ihre Bande und ihre erkünstelten Bequemlichkeiten fertig zu werden.“.
Auch wenn die Emanzipation Julianes nur kurzzeitig gelingt und diese Szene sie als unselbständig und schwach darzustellen scheint, spielt Dorothea Schlegel mit den Konzepten von „Männlichkeit“ und „Weiblichkeit“. Sie lässt eine Frau in Männerkleider schlüpfen und bricht damit aus eindeutigen Zuordnungen aus und lässt die Grenzen verwischen. Das übertriebene Verhalten Julianes könnte als ironischer Kommentar der Autorin zu den gesellschaftlichen Vorstellungen vom „weiblichen Geschlecht“ gelesen werden.

Weniger schwach als mehr in ein konservatives Gefüge eingebettet zeichnet Schlegel die Gräfin Eleonore, die vor allem damit beschäftigt ist, sich um das Haus zu kümmern und damit verbundene Tätigkeiten auszuführen. Das Verhältnis zu ihrem Mann wird allerdings als nahezu ebenbürtig geschildert und auch die Festlegung auf die häusliche Rolle wird von der Autorin relativiert: 

„‚[…]den Mann beschäftigt der Krieg, und in Friedenzeiten die Jagd, der Frau gehört das Haus und die innere Ökonomie.‘ – ‚Glauben Sie nur‘, sagte Eleonore, ‚Der Mann, der jetzt eben kriegerisch und wild spricht, muß manche häusliche Sorge übernehmen.‘ – ‚Es geziemt dem Manne allerdings‘, erwiderte der Graf, ‚der Gehülfe einer Frau zu sein, die im Felde die Gefährtin ihres Mannes zu sein wagt.‘“

Konventionell, aber weder schwach noch abhängig erscheint die Gräfin Clementina. Sie wird von der Autorin in eine karitative und künstlerische Umwelt gestellt. Sie hat ihr Leben aufgrund eines erlittenen Liebesunglücks der Wohltätigkeit gewidmet und kümmert sich um Kinder und ärmere Leute, indem sie ihren Garten öffentlich zur Verfügung stellt und ihnen Wohnmöglichkeit und Versorgung bietet. Ihre Großmütigkeit und ihr Wohlwollen gegenüber Armen und Kranken lässt sie als Heilige oder Märtyrerin erscheinen: „Die erhabene, unglückliche Clementine haucht ihren eigenen Schmerz in göttliche Harmonieen aus, und fühlt die Schmerzen der anderen tiefer, um Trost und Hülfe zu verleihen. Die Liebe ist es und nichts als diese, die hier tröstet, wie sie dort vergnügt.“ Zahlreiche religiöse Elemente unterstreichen ihre hohe Würde und so trägt das Gemälde der Heiligen Anna, das im Schloss hängt, ihre Züge. Sie widmet sich der Kunst und der Musik und komponiert selbst. Die Autorin zeichnet eine weibliche Komponistin, eine Rolle, die ihren hervorragenden Status verdeutlicht. Clementine wird im Gegensatz zu den anderen Frauen höhergestellt, an ihr zeigt sich weder Schwäche noch Abhängigkeit.

Dennoch und auch verständlich, war die Autorin nicht unbeeinflusst von den konservativen Vorstellungen und veralteten Rollenzuschreibungen, die damals das Weltbild prägten. So heißt es im Text: 

„‚Nur von liebenden Frauen‘, sagte Florentin, ‚müßte alle Wohltätigkeit kommen. Die Frauen verstehen auch am besten die Bedürfnisse einer schwachen Natur; der Mann würde die Schwachheit lieber vertilgen von der Erde, als sie im Leiden unterstützen!‘“

 Dorothea Schlegel kann sich nicht völlig von Geschlechterstereotypien freimachen, indem aber verschiedene Konzepte von „Weiblichkeit“ vorgeführt werden und beschränkt sie ihre Figuren nicht auf wenige Rollen.

## Selbstzeugnisse
- Um 1802 an Schleiermacher: „Sie haben mir ja recht viel ergötzliches geschrieben über meinen guten Sohn Florentin. Der arme Mann muß sich doch auch wieder viel gefallen lassen, von dem ihm nichts träumte, so lange er noch als Idee spukte.“[29]
- An Brentano: „Es ist ein recht freundliches, erfreuliches, ergötzliches Buch, das mit aller Macht dem Weinerlichen entgegen strebt.“[30]

## Rezeption
- Während Jean Paul den Roman begrüßte, lehnten ihn Schiller, Goethe und Brentano ab.[31]
- Johann Michael Raich hielt das Buch für gelungener als die Lucinde des Ehegatten.[32]
- Florentin, beständig auf der Suche, wolle nach Amerika, weil er in Europa seinen Platz nicht fände.[33] Florentins Suche sei rückwärts gerichtet.[34]
- Dorothea Schlegel habe Eichendorffs Romanmanuskript Ahnung und Gegenwart durchgesehen. Eichendorff habe darin Friedrichs Bruder Rudolph nach dem Florentin gestaltet.[35]
- Weissberg[36] nennt das Werk einen Entwicklungsroman[37] und gibt weiter führende Arbeiten an: Franz Deibel (1905), Marie Joachimi (1907), Ludwig Geiger (1914), Heinrich Finke (1918, 1923), Hans Eichner (1965) und Karin Stuebben Thornton (1966).

### Textausgaben
- Dorothea Schlegel: Florentin. Ein Roman. Hrsg. von Wolfgang Nehring. Stuttgart: Reclam, 1993.
- Dorothea Schlegel: Florentin. Roman. Fragmente. Varianten. Herausgegeben und mit einem Nachwort versehen von Liliane Weissberg.244 Seiten. Ullstein Berlin 1987, ISBN 3-548-37053-5
- Dorothea Schlegel: Florentin. 144 Seiten. Zenodot Verlagsgesellschaft 2007. Sammlung Zenodot, ISBN 978-3-86640-265-2
- Dorothea Schlegel: Florentin. Ein Roman. Vollständige Neuausgabe mit einer Biographie der Autorin, Hofenberg, Berlin 2015, ISBN 978-3-8430-9729-1
- Paul Kluckhohn (Hrsg.): Frühromantische Erzählungen. Zweiter Band. S. 89–237 (Kommentar S. 305–307) Verlag von Philipp Reclam jun. Leipzig 1933. 309 Seiten[38]

### Sekundärliteratur
- Becker-Cantarino, Barbara: Schriftstellerinnen der Romantik. Epoche – Werke – Wirkung. Hrsg. Von Wilfried Barner und Gunter E. Grimm unter Mitwirkung von Hans-Werner Ludwig und Siegfried Jüttner. München: Beck 2000 (Arbeitsbücher zur Literaturgeschichte).
- Brandstädter, Heike / Jeorgakopulos, Katharina: Dorothea. Schlegel. Florentin. Lektüre eines vergessenen Textes. Hamburg: Argument 2001.
- Deibel, Franz: Dorothea Schlegel als Schriftstellerin. Berlin: Mayer und Müller 1905
- Frank, Heike: … die Disharmonie, die mit mir geboren ward, und mich nie verlassen wird …. Das Leben der Brendel/Dorothea Mendelssohn-Veit-Schlegel (1764–1893).Frankfurt am Main, Bern, New York, Paris: Peter Lang 1988 (Europäische Hochschulschriften: Reihe 1, Deutsche Sprache und Literatur, Bd. 1040).
- Nehring, Wolfgang (Hrsg.): Nachwort. In: Dorothea Schlegel: Florentin. Ein Roman. Stuttgart: Reclam 1993.
- Schulz, Gerhard: Die deutsche Literatur zwischen Französischer Revolution und Restauration. Teil 1. Das Zeitalter der Französischen Revolution: 1789–1806. 763 Seiten. München 1983, ISBN 3-406-00727-9
- Stephan, Inge: Inszenierte Weiblichkeit. Codierung der Geschlechter in der Literatur des 18. Jahrhunderts. Köln, Weimar, Wien: Böhlau 2004.

### Briefe
- Briefe von Dorothea und Friedrich Schlegel an die Familie Paulus. Hrsg. von Rudolf Unger. Berlin: 1913.
- Briefe von Dorothea Schlegel an Friedrich Schleiermacher. (Mitteilungen aus dem Litteraturarchive in Berlin. Neue Folge. Bd. 7.) Berlin 1913.
- Dorothea von Schlegel, geb. Mendelssohn, und deren Söhne Johannes und Philipp Veit: Briefwechsel. Hrsg. von J. M. Raich. 2 Bde. Mainz 1881.

### Erstdruck
- Florentin. Ein Roman herausgegeben von Friedrich Schlegel. Erster Band. Lübeck und Leipzig, bey Friedrich Bohn. 1801. 388 Seiten. Halbleder mit goldgeprägtem Rückentitel (Digitalisat und Volltext im Deutschen Textarchiv)